# Albrecht 2., hertug af Østrig
Albrecht 2., hertug af Østrig (født 12. december 1298, død 16. august 1358), søn af Albrecht 1. af Tyskland og Elisabeth af Göritz.

## Hertug af Østrig
I 1330 overtog Albrecht 2. regeringen efter sin bror Frederik den Smukke. Indtil 1339 var hans yngre bror Otto, hertug af Østrig medregent.

## Familie
Albrecht 2. var gift med Johanne (død 1351), datter af grev Ulrik 3. af Pfirt. De fik børnene:
1. Rudolf 4. af Østrig (1339-1365)
2. Margareta (1346-1366)
3. Frederik, hertug af Østrig (1347-1362)
4. Albrecht 3., hertug af Østrig (1348-1395)
5. Leopold 3., hertug af Østrig (1351-1388)